# Vallès Occidental
Vallès Occidental (NL: Westelijke Vallei) is een comarca van de Spaanse autonome regio Catalonië. Het is onderdeel van de provincie Barcelona en bestaat vooral uit voorsteden of buitenwijken van de stad Barcelona. In 2016 telde Vallès Occidental 904.240 inwoners op een oppervlakte van 583,17 km². De hoofdstedelijke functies van de comarca worden gedeeld door de steden Sabadell en Terrassa, waarbij Terrassa de grootste stad van de comarca is.
De regio kent een grote bevolkingsgroei, die direct verband houdt met de hogere levenskosten in Barcelona, de verbeterde infrastructurele voorzieningen en immigratie.

## Plaatsen
| Plaats                   | Inwoners |
| ------------------------ | -------- |
| Badia del Vallès         | 13.482   |
| Barberà del Vallès       | 32.832   |
| Castellar del Vallès     | 23.633   |
| Castellbisbal            | 12.277   |
| Cerdanyola del Vallès    | 57.543   |
| Gallifa                  | 187      |
| Matadepera               | 8.984    |
| Montcada i Reixac        | 34.802   |
| Palau-solità i Plegamans | 14.494   |
| Polinyà                  | 8.300    |
| Rellinars                | 723      |
| Ripollet                 | 37.648   |
| Rubí                     | 75.167   |
| Sabadell                 | 208.246  |
| Sant Cugat del Vallès    | 88.921   |
| Sant Llorenç Savall      | 2.375    |
| Sant Quirze del Vallès   | 19.664   |
| Santa Perpètua de Mogoda | 25.556   |
| Sentmenat                | 8.700    |
| Terrassa                 | 215.121  |
| Ullastrell               | 2.039    |
| Vacarisses               | 6.192    |
| Viladecavalls            | 7.354    |